# Jade Raymond

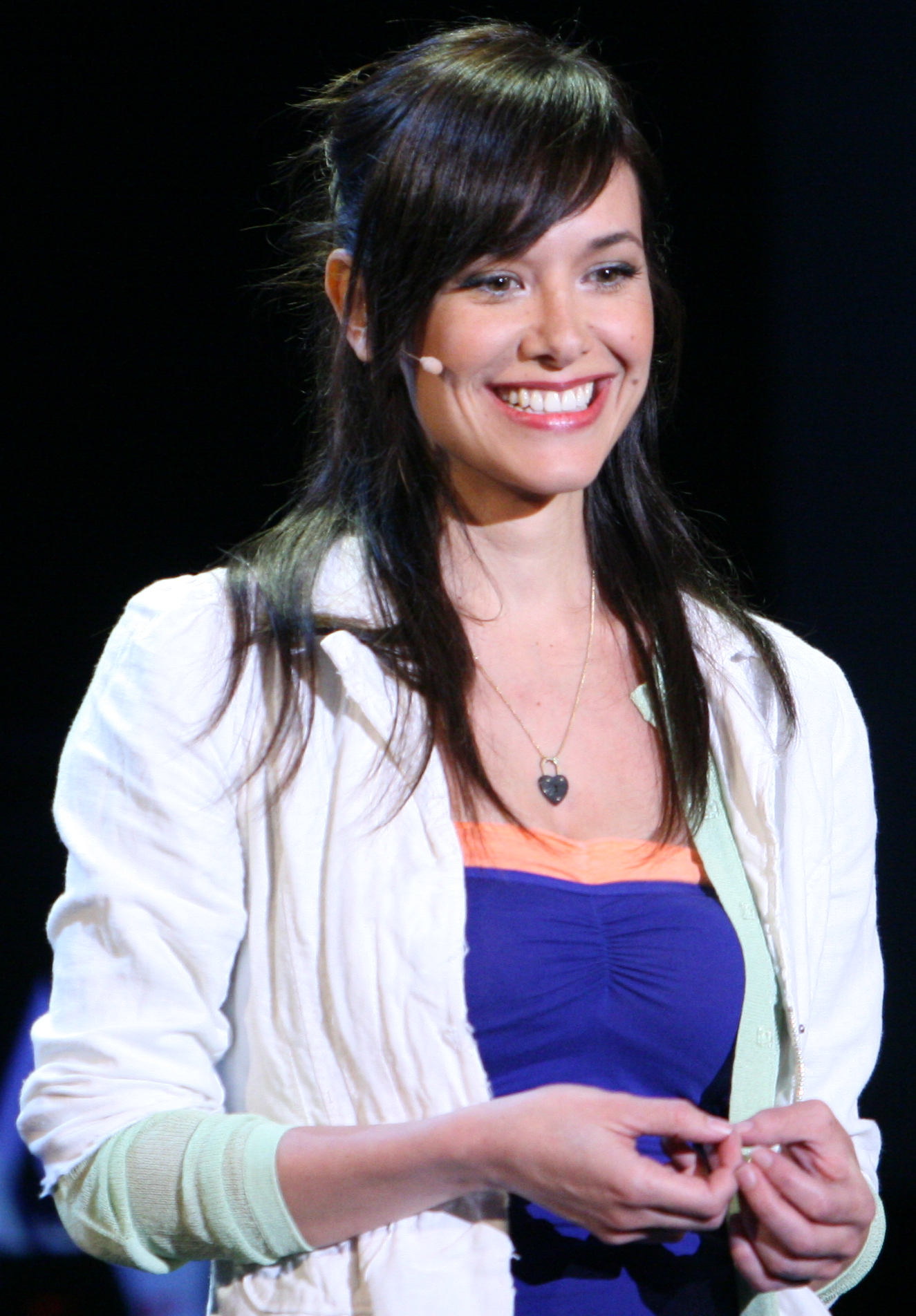
Jade Raymond (2007)

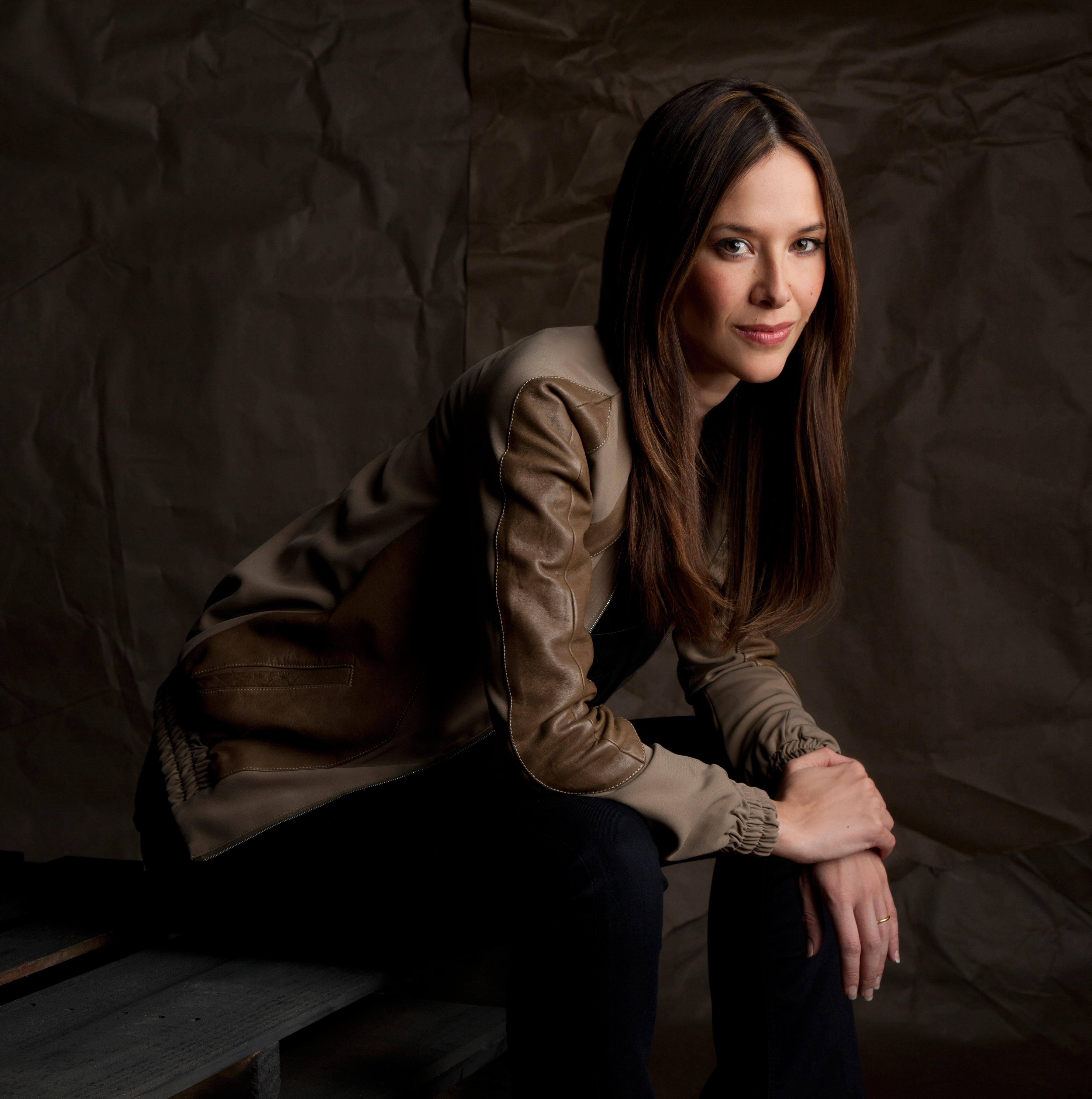
Jade Raymond (Februar 2012)

Jade Raymond (* 28. August 1975 in Montreal) ist eine kanadische Videospiel-Produzentin, unter anderem bekannt für die Produktion des ersten Titels aus der Reihe Assassin’s Creed.

## Biografie
Raymond studierte Informatik an der McGill University. Nachdem sie in San Francisco und New York unter anderem für Sony und Maxis gearbeitet hatte, kehrte sie für eine Anstellung bei Ubisoft nach Montreal zurück.
Bei den Game Developer Awards 2003 erhielt Raymond ein Angebot für eine Anstellung in der videospielbezogenen Fernsehsendung The Electric Playground des US-amerikanischen Kanals G4. Durch ihre internationale Promotiontour für Assassin’s Creed wurde sie außerhalb der Spieleszene bekannt. Aufgrund ihrer Schwangerschaft war sie nicht in der Lage an weiteren Assassin’s-Creed-Teilen zu arbeiten.
Sie gründete das Studio Ubisoft Toronto und leitete es ab 2009. Im Oktober 2014 verließ sie Ubisoft nach 10 Jahren Anstellung.
Im Juli 2015 kündigte Raymond an, dass sie die Leitung der Motive Studios in Montreal übernehme – eine Tochtergesellschaft von Electronic Arts – und gemeinsam mit Visceral Games und der Spiele-Entwicklerin Amy Hennig die Star-Wars-Spiele entwickeln werde.
2018 wurde sie ins Board of Directors der Academy of Interactive Arts & Sciences berufen.
Im Mai 2019 ging Raymond zu Googles Gaming-Abteilung, die unter dem Titel Stadia Games and Entertainment Spiele für Google Stadia, produzieren sollte. Mit der Einstellung der Abteilung Anfang 2021 verließ sie das Unternehmen.
Im März 2021 verkündete Raymond, dass sie in ihrer Heimatstadt Montreal das Independent-Entwicklerstudio Haven gegründet hat. Das erste Spiel soll ein Exklusivspiel für die PlayStation werden.

## Spiele

### Sony Online Entertainment
- Jeopardy (Programmiererin)[11]
- Trivial Pursuit (Programmiererin)

### Electronic Arts
- The Sims Online (2002) (Produzentin)[12]
- Star Wars: Battlefront II (2017)  (Produzentin)[12]

### Ubisoft
- Assassin’s Creed (2007) (Produzentin von 2004 bis 2007)[4]
- Assassin’s Creed II (2009) (Executive Producer von 2008 bis 2009)[4]
- Watch Dogs (2014) (Executive Producer von 2008 bis 2009)[4]
- Tom Clancy’s Splinter Cell: Blacklist (2013) (Executive Producer von 2010 bis 2013)[4]